# Чиму
Чиму́ (кечуа Chimu) — высокоразвитая доколумбова культура в Южной Америке, существовавшая примерно с 1250 по 1470 год на севере современного Перу в области города Трухильо. Предком культуры Чиму является культура Мочика. В эпоху наибольшего расширения влияние Чиму распространялось до границ Эквадора на севере и до Лимы на юге. Государство Чиму носило название Чимор. В столице Чан-Чан жило до 60 тысяч человек, а сам город являлся крупнейшим на южноамериканском континенте. Царство Чиму смогло покорить соседнюю Сиканскую культуру и ряд других мелких культур. В свою очередь, Чиму были покорены инками.

## Ремёсла
Из-за большого населения чиму были вынуждены изобретать новые технологии. Используя рабский труд, они эксплуатировали обширные рудные месторождения в пределах своих владений, а также добывали золото в реках. Из Боливии доставлялось олово, с помощью которого производились бронзовые сплавы. В изготовлении керамики и золотых изделий чиму достигли почти что массового производства. Для водоснабжения населения сооружались каналы, по которым вода горных потоков доставлялась в города. Некоторые из этих каналов насчитывали в длину более чем 100 км. Благодаря им даже засушливые и отдалённые долины могли быть использованы для сельского хозяйства и пропитания жителей. Рост населения повлёк за собой и развитие определённых порядков. Возникла иерархия и отдельные социальные классы, в том числе ремесленники, торговцы, управленцы и воины.
Для производства керамических предметов чиму выработали особую технику. В конце обжигания керамики печь герметически закрывалась, чтобы в неё не поступал кислород. В результате происходило восстановление железа, содержащегося в составе глиняного теста, что придавало поверхности изделий глубокий чёрный цвет. В отличие от культуры мочика, чиму не делали рисунков и узоров на керамической посуде. Важнее, чем художественная обработка, была массовая продукция. Для производства тканей чиму использовали шерсть альпака и викуний. Её можно было легко красить и обрабатывать. Из шерсти ткалась одежда для высокопоставленных лиц, также производились ковры и даже шатры.
Чиму мастерски владели ювелирным делом. Вероятно, поначалу они переняли некоторые навыки у мочика, однако самостоятельно развили это ремесло. Они знали техники отливки и сварки металлов и умели наносить тонкую позолоту на их поверхность. Чиму были известны и способы создания различных сплавов. Однако чиму свои умения утратили, когда большинство ювелиров после инкского завоевания было переселено в Куско. Большинство изделий было переплавлено испанцами во время их завоевания Империи Инков.
По снимкам из воздуха, сделанным в 1932 году, было обнаружено огромное сооружение чиму, так называемая стена Майао. Её высота составляла 3 м при ширине 4,5 м. Она простиралась от тихоокеанского побережья до склонов гор в глубине материка на расстоянии 65 км. В неё были встроены 50 укреплений, в которых несли службу охранявшие границу воины. Вероятно, стена ограничивала первый рубеж экспансии чиму.

## Религия
Несмотря на то, что солнце играло большую роль в культуре чиму, главным божеством была всё-таки луна, потому что она была способна затмевать солнце. Поэтому солнечные затмения были поводом для больших празднеств. Созревание урожаев и времена года чиму приписывали лунному божеству. Отцом камней и скал, у которых по верованию чиму были магические силы, было солнце.

## История
Государством культуры Чиму был Чимор. В период наивысшего расцвета территория страны простиралась вдоль побережья Тихого океана почти на тысячу километров. По легендам, её основатель и первый царь Наймлап прибыл в страну вместе с соплеменниками на флотилии бальсовых плотов откуда-то с севера.
При последнем царе этой династии, Фемпельеке, в стране произошли стихийные бедствия, вызвавшие голод и анархию. Жрецами и знатью Фемпельек был сначала свергнут, а затем утоплен в океане.
К власти пришла новая династия Чиму. По преданию, первый представитель этой династии, Такайнамо, также прибыл в страну на флотилии бальсовых плотов.
В 1470 году инками был побеждён властитель Чимора по имени Минчанкаман, само государство было покорено и присоединено к империи инков полководцем Тупак Инка Юпанки. Тем не менее, инки не стали уничтожать Чимор, а сделали своим вассалом, оставив прежнюю династию у власти. Территория Чимора однако была уменьшена, а на оставшейся размещены были инкские гарнизоны.
В начале XVI века остатки государства Чимор были захвачены и уничтожены испанскими конкистадорами.

## Язык
Язык чиму носил название кингнам (Quingnam) и был вариантом языка мочика (семья чимуанских языков). В окрестностях Трухильо он сохранялся вплоть до XVIII века, а в департаменте Ламбайеке вплоть до начала XX века.